# سوق أبو ظبي للأوراق المالية
سوق أبوظبي للأوراق المالية (بالإنجليزية: ADX) هو سوق للأوراق مالية في أبوظبي، الإمارات العربية المتحدة. تم تأسيس السوق في 15 نوفمبر 2000 من أجل تداول أسهم الشركات الوطنية والأجنبية. وللسوق عدة فروع أخرى خارج إمارة أبو ظبي، منها مدينة العين ومدينة زايد والفجيرة ورأس الخيمة والشارقة.

## أبوظبي في المركز 35 في مؤشر المراكز المالية
جاءت أبوظبي في المركز الثاني إقليمياً والـ 35 عالمياً.افي النسخة الـ 33 من مؤشر المراكز المالية العالمية لعام 2023، والذي يصدر عن مؤسسة «زد ين» البريطانية ومعهد التنمية الصيني، وهو المؤشر الذي يصنف أداء 130 مركزاً مالياً حول العالم، كما نالت أبوظبي 689 نقطة، لتتفوق على مراكز مالية مثل مدريد وسان دييغو ودبلن.وأتت في المركز ال 48 بين أهم المراكز للتكنولوجيا المالية في العالم

## حزمة الامتيازات التي تجعل أبوظبي من أكبر المراكز المالية في العالم
تقدم إمارة أبو ظبي عدة امتيازات من أهمها:
- تسهيل الأعمال والحياة الاجتماعية للوافدين من متداولي الأسهم كتوفير القبول بالمدارس التي يرغبون فيها لأطفالهم، وغيرها من الخدمات
- يجذب رأس مال الثروة السيادية للإمارة، والذي تبلغ قيمته 1.5 تريليون دولار مديري صناديق التحوط .
- دعم نمط الحياة والتأشيرات كجزء من الحزمة الشاملة للمهنيين الماليين الذين ينتقلون إلى المنطقة.
- الإعفاء الضريبي .
- الطقس المشمس .
- المنطقة الزمنية التي تسمح بالتداول عبر ساعات العمل الآسيوية والأوروبية والأمريكية.

## قطاع البنوك
- بنك أبوظبي الوطني
- بنك أبوظبي التجاري
- مصرف أبوظبي الإسلامي
- بنك الشارقة
- البنك التجاري الدولي (الإمارات)
- البنك التجاري الدولي (مصر)
- بنك الخليج الأول
- دار التمويل
- بنك الاستثمار
- سندات بنك أبوظبي الوطني
- بنك الفجيرة الوطني
- بنك أم القيوين الوطني
- بنك رأس الخيمة الوطني
- مصرف الشارقة الإسلامي
- البنك العربي المتحد
- بنك الاتحاد الوطني

## قطاع الصناعة
- شركة آبار للاستثمار البترولي
- شركة أبوظبي لبناء السفن
- شركة الإمارات للأغذية والمياه المعدنية
- شركة أركان لمواد البناء
- الشركة العالمية لزراعة الأسماك
- شركة أبوظبي لمواد البناء
- دانة غاز ش.م.ع
- شركة الفجيرة لصناعات البناء
- صناعات أسمنت الفجيرة
- فودكو القابضة ش.م.ع
- شركة اسمنت الخليج
- شركة الخليج للصناعات الدوائية
- شركة صناعات إسمنت أم القيوين
- إسمنت راس الخيمة
- سراميك رأس الخيمة
- شركة رأس الخيمة للإسمنت الأبيض
- شركة الجرافات البحرية الوطنية
- شركة رأس الخيمة للدواجن والعلف
- شركة الشارقة للإسمنت والتنمية الصناعية
- شركة أبوظبي الوطنية للطاقة
- شركة اسمنت الاتحاد

## قطاع الخدمات
- شركة طيران أبوظبي
- شركة أبوظبي الوطنية للفنادق
- شركة الإمارات لتعليم قيادة السيارات
- مؤسسة الإمارات للإتصالات
- مركز الفجيرة التجاري
- شركة الخليج للمشاريع الطبية
- المؤسسة الوطنية للسياحة والفنادق
- شركة عمان والإمارات للاستثمار القابضة
- شركة الإتصالات الفلسطينية
- اتصالات قطر
- الشركة السودانية للإتصالات
- الواحة كابيتال ش.م.ع.

## قطاع التأمين
- شركة البحيرة الوطنية للتأمين
- شركة أبوظبي الوطنية للتأمين
- شركة الفجيرة الوطنية للتأمين
- شركة الخزنة للتأمين
- شركة العين الاهلية للتأمين
- شركة الوثبة الوطنية للتأمين
- شركة الظفرة للتأمين
- شركة الإمارات للتأمين
- راس الخيمة الوطنية للتأمين
- شركة الشارقة للتأمين
- شركة أبوظبي الوطنية للتكافل
- شركة التأمين المتحدة
- شركة الاتحاد للتأمين
- شركة ميثاق للتأمين التكافلي

## قطاع العقار
- شركة الدار العقارية
- رأس الخيمة العقارية
- شركة صروح العقارية

## وصلات خارجية
- موقع سوق أبوظبي للأوراق المالية